# تشاد هاغا
تشاد هاغا (بالإنجليزية: Chad Haga)‏ هو دراج أمريكي، ولد في 26 أغسطس 1988 في ماككيني في الولايات المتحدة.

## وصلات خارجية
- الموقع الرسمي
- تشاد هاغا على موقع الاتحاد الدولي للدراجات (الإنجليزية)
- تشاد هاغا على موقع أرشيف الدراجات (الإنجليزية)
- تشاد هاغا على موقع إحصائيات الدراجات الإحترافية (الإنجليزية)
- تشاد هاغا على موقع نسبة الدراجات (الإنجليزية)
- تشاد هاغا على موقع CycleBase (الإنجليزية)